# Cratere Hay-tau
Hay-tau è un cratere sulla superficie di Ganimede.